# Anton (Bulgaria)
Anton (búlgaro: Антон) es un pueblo búlgaro perteneciente a la provincia de Sofía. El pueblo constituye por sí mismo uno de los veintidós municipios de la provincia, siendo una de las pocas localidades rurales del país con ayuntamiento municipal propio.
Se ubica sobre la carretera 6, que une Sofía con Burgas. El norte del término municipal forma parte del parque nacional de los Balcanes Centrales. El municipio es limítrofe con las provincias de Lovech y Plovdiv.
En 2011 tiene 1599 habitantes, de los cuales el 88% son étnicamente búlgaros y el 2,31% gitanos.
El principal monumento del municipio es la basílica de Elenska, una iglesia en ruinas de los siglos V-VI que se ubica en el límite de los términos municipales de Anton y Pirdop.